# Cláudia Fernanda de Oliveira Pereira
Cláudia Fernanda de Oliveira Pereira é uma Procuradora-Geral do Ministério Público de Contas do Distrito Federal notória pelo seu combate à corrupção.

## Formação
Cláudia é bacharel e mestre em Direito pela Universidade de Brasília. Também é graduada em Estudos Avançados em Direito Sanitário pela Universidade Pública de Navarra.

## Carreira
Entre 1995 e 1997, Cláudia foi Procuradora-Geral do Ministerio Publico de Contas. Atuou na Procuradoria-Geral do Ministério Público de Contas do Distrito Federal 2007 a 2009. Ela disputou o mandato com Inácio Magalhães Filho, que teve seu nome congelado a pedido de Cláudia por não atender os pressupostos da nomeação. A suspensão foi aceita pela desembargadora Aparecida Fernandes. Cláudia foi empossada na Procuradoria-Geral do Tribunal de Contas em 2010, sendo nomeada pelo governador José Roberto Arruda.
Em 2015, tornou-se novamente Procuradora-geral do Ministério Público de Contas do Distrito Federal. Seu mandato acabou em 12 de junho de 2019. Ela exerceu a presidência do Conselho Nacional de Procuradores-Gerais de Contas ao menos duas vezes, sendo a primeira representante do Distrito Federal a alcançar o cargo. Durante seu mandato, ela negou seu auxílio-moradia e retornou a quantia aos cofres públicos. Ela criticou a falta de autonomia financeira da procuradoria-geral.
Em 2023, tornou-se procuradora-corregedora do Ministério Público junto ao TCDF, com mandato até 2024.

## Operações anti-corrupção
Ela notorizou-se por investigar um esquema do Instituto Candango Sociedade (ICS) que tornou-se a Operação Caixa de Pandora. A principal irregularidade encontrada foi no Programa Saúde em Família, e o Companhia de Desenvolvimento do Planalto Central (Codeplan) foi o órgão que mais repassou dinheiro ao ICS. Todos os membros da força-tarefa foram espionados por grampos. Claudia foi espionada entre 2005 e 2006, com suas conversas pessoais sendo divulgadas em 2008 em CDs para deputados distritais e conselheiros do Tribunal de Contas. O caso foi investigado na CPI das Escutas Telefônicas Clandestinas e Cláudia depôs no dia 20 de fevereiro de 2008, porém o delator Nelson Pellegrino (PT-BA), decidiu pelo não indiciamento dos policais acusados. Em fevereiro de 2013, os policiais civis Edson Alves Crispim e Horácio Ferreira do Rego foram desligados da corporação por terem instalado o grampo. Eles foram delatados por Durval Barbosa, conhecido por delatar o escândalo do Mensalão do DEM.

Em setembro de 2020, mensagens captadas pela Operação Falso Negativo que os alvos das denúncias do Grupo de Atuação Especial de Combate ao Crime Organizado (Gaeco) a acusaram de perseguição.